# Arochoides integrans
Arochoides integrans is een spinnensoort in de taxonomische indeling van de Spinneneters (Mimetidae).
Het dier behoort tot het geslacht Arochoides. De wetenschappelijke naam van de soort werd voor het eerst geldig gepubliceerd in 1935 door Cândido Firmino de Mello-Leitão.